# Kiskunfélegyháza
Kiskunfélegyháza er en by i det syd-centrale Ungarn med 28.562(2024) indbyggere. Byen ligger i provinsen Bács-Kiskun.